# 日長駅
日長駅（ひながえき）は、愛知県知多市日長にある名鉄常滑線の駅である。駅番号はTA15。

## 歴史
- 1912年（明治45年）2月18日 - 愛知電気鉄道により開業。
- 1935年（昭和10年）8月1日 - 名岐鉄道への合併により名古屋鉄道が発足したため、同社の駅となる。
- 1970年（昭和45年）9月1日 - 無人化[1]。

（数年間は委託された女性が駅舎で切符を販売していた)
- 2005年（平成17年）1月15日 - トランパス導入。
- 2011年（平成23年）2月11日 - ICカード乗車券「manaca」供用開始。
- 2012年（平成24年）2月29日 - トランパス供用終了。

## 駅構造
相対式ホーム2面2線の地上駅で無人駅。駅集中管理システム（管理駅は常滑駅）が導入されている。ホームはやや湾曲している。駅舎・改札は上下線で別々に設置されている。両ホーム共にホームの有効長が4両分しかないため、6両以上の列車が停車すると締切が行われる。
| 番線 | 路線      | 方向 | 行先                         |
| ---- | --------- | ---- | ---------------------------- |
| 1    | TA 常滑線 | 下り | 中部国際空港方面             |
| 2    | TA 常滑線 | 上り | 太田川・金山・名鉄名古屋方面 |

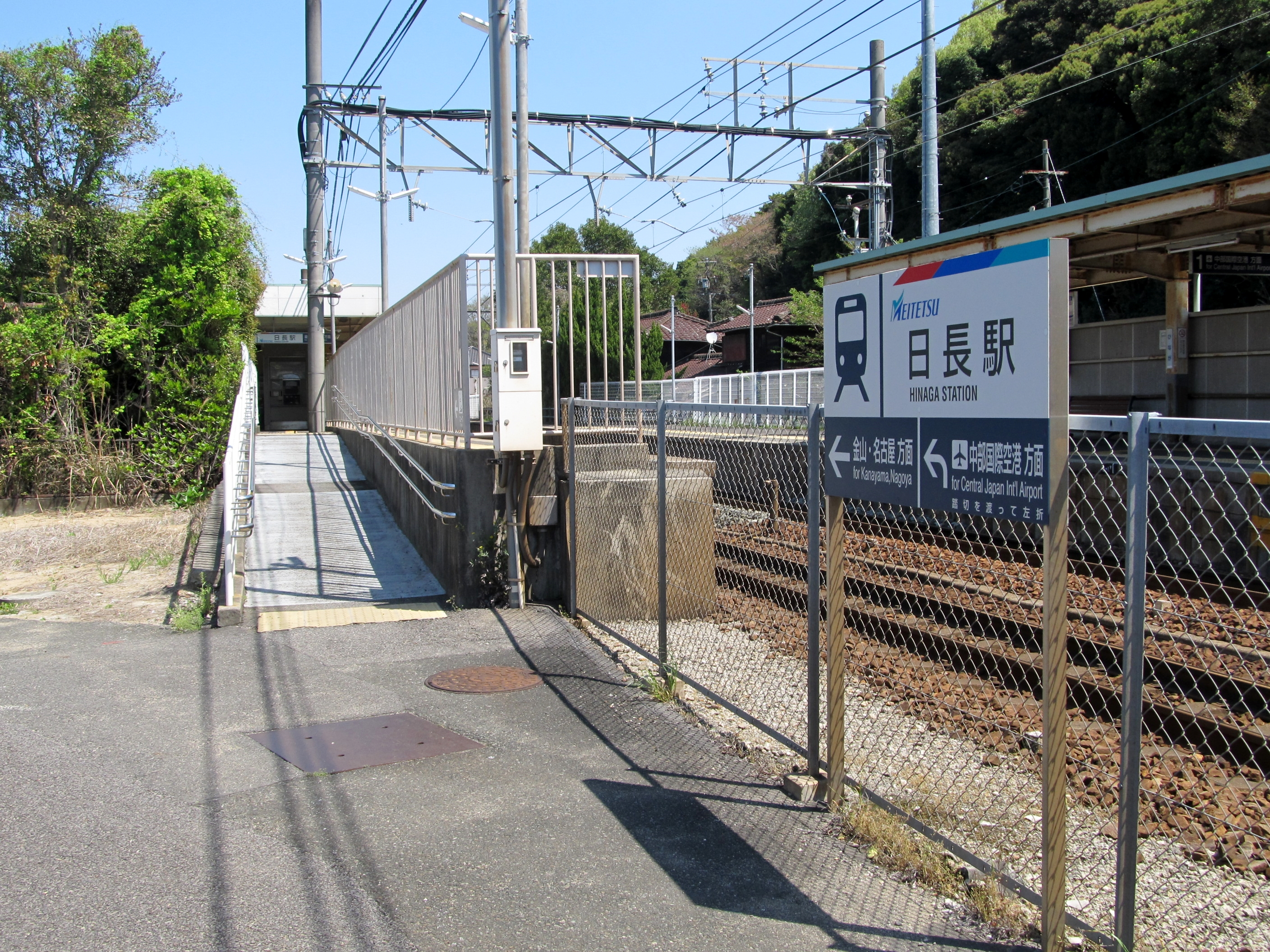
太田川方面駅舎
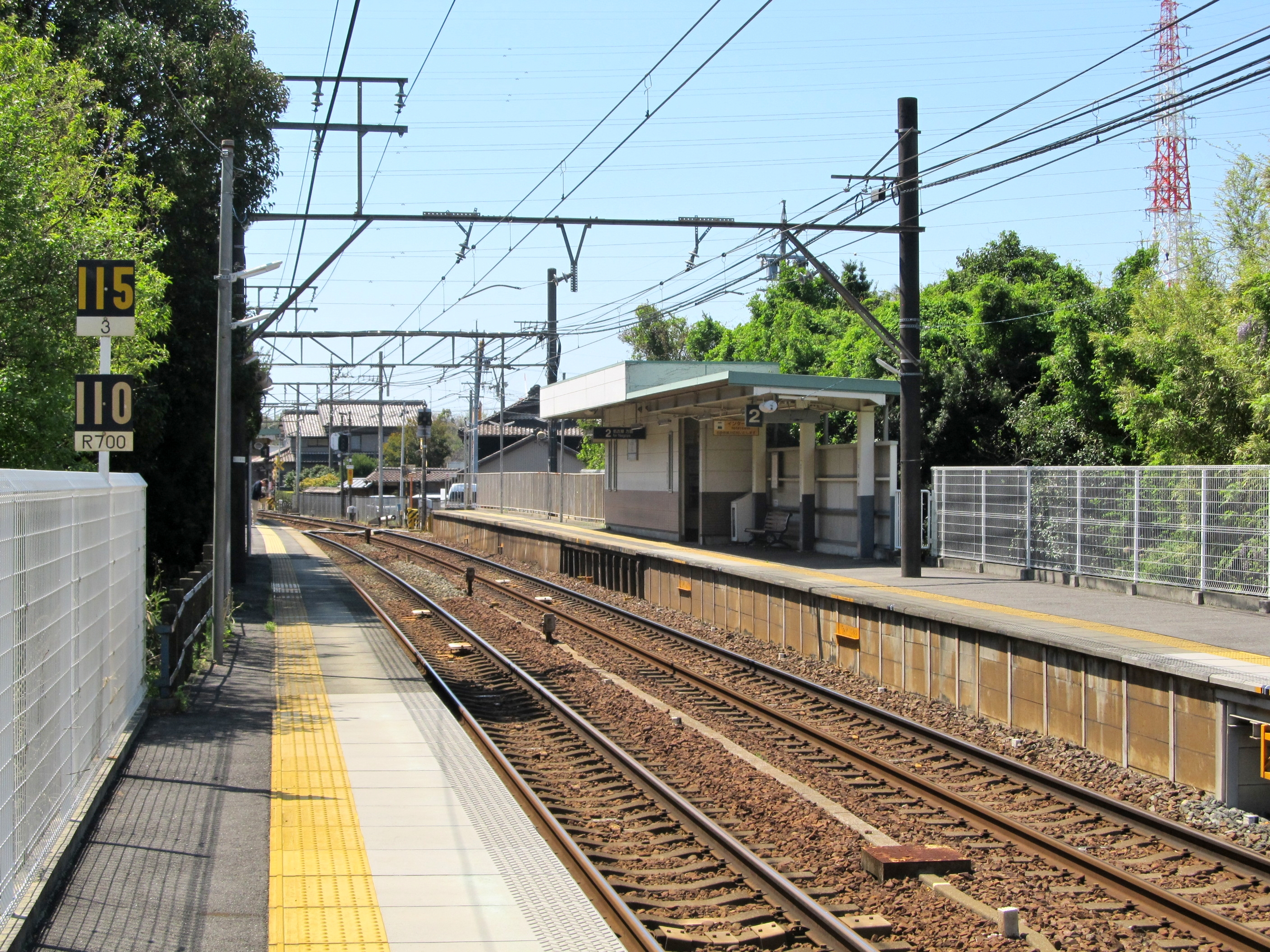
ホーム
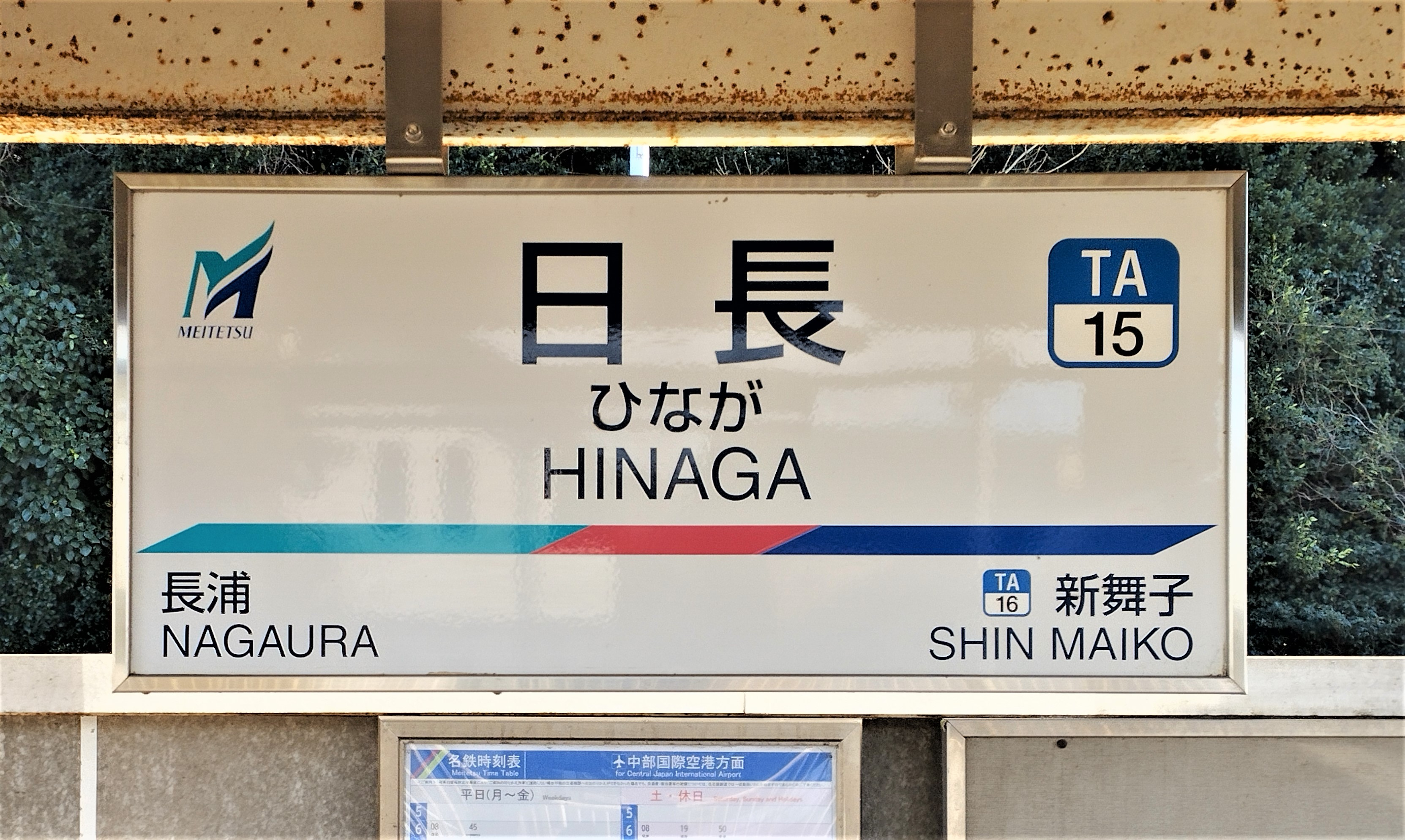
駅名標

### 配線図
| ← 太田川・ 名古屋方面 | 日長駅 構内配線略図 | → 常滑・ 中部国際空港方面 |
| 凡例 出典:            |                     |                           |

## 利用状況
- 『名鉄120年：近20年のあゆみ』によると2013年度当時の1日平均乗降人員は336人であり、この値は名鉄全駅（275駅）中269位（御嵩口駅と同位）、常滑線・空港線・築港線（26駅）中26位であった[5]。
- 『名古屋鉄道百年史』によると1992年度当時の1日平均乗降人員は682人であり、この値は岐阜市内線均一運賃区間内各駅（岐阜市内線・田神線・美濃町線徹明町駅 - 琴塚駅間）を除く名鉄全駅（342駅）中255位、常滑線・築港線（24駅）中22位であった[6]。

「知多の統計」、「移動等円滑化取組報告書」によると、近年の1日平均乗降人員は下表のとおりである。 
| 年度               | 1日平均 乗降人員 |
| ------------------ | ---------------- |
| 2008年（平成20年） | 369              |
| 2009年（平成21年） | 347              |
| 2010年（平成22年） | 347              |
| 2011年（平成23年） | 320              |
| 2012年（平成24年） | 324              |
| 2013年（平成25年） | 336              |
| 2014年（平成26年） | 331              |
| 2015年（平成27年） | 338              |
| 2016年（平成28年） | 321              |
| 2017年（平成29年） | 308              |
| 2018年（平成30年） | 369              |
| 2019年（令和元年） | 453              |
| 2020年（令和02年） | 330              |

※ 常滑線・空港線の駅では最も利用客が少ない。

## 駅周辺
太田川駅から海側の車窓に見える工場群は、この駅周辺で終わる。
- 国道155号（西知多産業道路）
- 知多市研修センター南浜荘

## 隣の駅
名古屋鉄道
TA 常滑線
□ミュースカイ・■特急・□快速急行・■急行・■準急
通過
■普通
長浦駅 (TA14) - 日長駅 (TA15) - 新舞子駅 (TA16)